# Río Dzhiguitala
El Dzhiguitala (en ruso: Джигитала) es un río del Gran Cáucaso en el distrito de Zelenchuk de la república de Karacháyevo-Cherkesia del sur de Rusia. Es un afluente del río Aksaút, uno de los componentes del Mali Zelenchuk, que desemboca en el río Kubán.

## Curso
Nace en las laderas septentrionales del pico Mistrilbashi y su curre desciende por ellas por 6.5 km en dirección noroeste-norte hasta la orilla derecha del Aksaút.